# Sorin Avram
Sorin Avram (n. 29 martie 1943, Bacău, România – d. 29 septembrie 2015) a fost un fotbalist și antrenor român care a jucat pe postul de atacant.
A început cariera de fotbalist în 1956 la echipa Letea Bacău. În 1959 s-a mutat la Dinamo Bacău și la Viitorul București în 1962.
Viitorul București era proiectul Federației Române de Fotbal care aduna cei mai buni jucători tineri, formând o echipă care juca în Divizia A.
De la Viitorul, Avram a semnat cu  Steaua București în 1963. Peste 6 ani s-a transferat la FC Farul Constanța. Din 1970 ajunge din nou la FCM Bacău, încheindu-și cariera în 1973, la 30 de ani.
Primul meci jucat de Sorin Avram în Divizia A a fost Dinamo Bacău - Petrolul Ploiești (1-0) pe data de 20 martie 1960. Meciul de retragere dintre Sport Club Bacău și CFR Cluj (1-1) l-a jucat pe data de 20 noiembrie 1972.  
Are în total 226 de meciuri în Divizia A, înscriind 38 de goluri. A câștigat Cupa României în 1966 și 1967 și a fost campion al României cu Steaua București în 1968. A fost selecționat de 12 ori la echipa națională de fotbal a României, unde a înscris un gol. A jucat pentru România la Jocurile Olimpice de vară din 1964.
A fost antrenor principal al echipei FCM Bacău pentru nouă jocuri, în timpul sezonului 1991 - 92.

## Distincții
- Ordinul Muncii clasa a III-a (30 aprilie 1962) „pentru cucerirea primului loc în Turneul European de Fotbal Juniori (U.E.F.A.)”[5]
- Ordinul „Meritul Sportiv” clasa a III-a (2008)[6]
- Cetățean de onoare al Bacăului (2011)[3]